# Christian Fromm
Christian Fromm (Berlim, 15 de agosto de 1990) é um jogador de voleibol indoor profissional alemão que atua na posição de ponteiro.

## Carreira

### Clubes
Começou sua carreira profissional pelo clube de sua cidade natal, o Zurich Team VCO Berlin. Nas temporadas 2009-10 e 2010-11 conquitou o bicampeonato do Campeonato Alemão pelo VfB Friedrichshafen. Após se transferir para a Itália, conquistou com o clube italiano Altotevere Città di Castello o título da temporada 2012-13, pela Série A2. Após competir por duas temporadas no Sir Safety Umbria Volley, mudou-se para o Gi Group Monza. Competiu as temporadas 2017-18 e 2019-20 pelos clubes Arkas Spor, da Turquia e Jastrzębski Węgiel, da Polônia, respectivamente.
Em 2020 assinou contrato com o Olympiacos e conquistou o título do campeonato nacional. Em 2021 mudou-se para o clube francês AS Cannes. Em dezembro do mesmo ano, o ponteiro foi contratado pelo Tonno Callipo Calabria Vibo Valentia para repor a posição de Douglas Souza, após o mesmo desligar o vínculo com o clube repentinamente.
Após o rebaixamento do clube italiano, o ponteiro foi anunciado como o novo reforço do Qatar S.C., mas meses depois fechou contrato com o Foinikas Syros ONE, para competir o campeonato grego pela segunda vez em sua carreira.

### Seleção
Em 2008 foi vice-campeão no Campeonato Europeu Sub-21. Em 2014 conquistou a  medalha de bronze no Campeonato Mundial de 2014, na Polônia, sendo o melhor resultado da seleção alemã na história do torneio. Em 2015 conquistou o ouro na primeira edição dos Jogos Europeus, ao derrotar a seleção búlgara por 3 sets a 1. Foi vice-campeão do Campeonato Europeu de 2017 na Polônia, após ser derrotado na final pela seleção russa.

## Títulos
VfB Friedrichshafen
- Campeonato Alemão: 2009-10, 2010-11

Olympiacos
- Campeonato Grego: 2020-21

## Vida pessoal
Fromm é casado com a ex-jogadora de voleibol Maren Brinker desde 2017. Os dois têm uma filha desde 2019.

## Clubes
| Anos      | Clube                                |
| --------- | ------------------------------------ |
| 2008–2009 | Zurich Team VCO Berlin               |
| 2009–2011 | VfB Friedrichshafen                  |
| 2011–2012 | Evivo Düren                          |
| 2012–2014 | Altotevere Città di Castello         |
| 2014–2016 | Sir Safety Umbria Volley             |
| 2016–2017 | Gi Group Monza                       |
| 2017–2018 | Arkas Spor                           |
| 2018–2020 | Jastrzębski Węgiel                   |
| 2020–2021 | Olympiacos                           |
| 2021–2022 | AS Cannes                            |
| 2021–2022 | Tonno Callipo Calabria Vibo Valentia |
| 2022–     | Foinikas Syros ONE                   |